# Turbo laminiferus
Turbo laminiferus là một loài ốc biển, là động vật thân mềm chân bụng sống ở biển trong họ Turbinidae.